# Yvonne Timmerman-Buck
Yvonne Elisabeth Marie Antoinette Timmerman-Buck (Kerkrade, 26 luglio 1956) è una politica olandese, appartenente all'Appello Cristiano Democratico, è stata Presidente della Prima camera degli Stati generali dal 2003 al 2009.

## Biografia

### Origini
Timmerman-Buck è nata a Kerkrade il 26 luglio 1956. Suo padre Werner Buck era un politico del Partito Popolare Cattolico al'interno del I governo di Barend Biesheuvel come segretario di Stato dell'alloggio, pianificazione del territorio e ambiente.

### Formazione, lavoro e attività politica
Nel 1980 si è laureata in giurisprudenza all'Università di Tilburg. Ha lavorato nel dipartimento di giustizia, negli anni 1981-1982 ha diretto il dipartimento per la libertà vigilata. È stata coinvolta in attività politiche come parte dell'Appello Cristiano Democratico (CDA). Negli anni 1982-1994 ha lavorato presso l'istituto scientifico di questo partito.
Dal 1999 al 2009 è stata membro della Prima camera, la camera superiore degli stati generali olandesi. Dal 2001 al 2003 è stata a capo della fazione del CDA. Negli anni 2003-2009 ha ricoperto l'incarico di presidente di questa camera come prima donna nella storia. Poi è diventata membro del Consiglio di Stato, un'istituzione consultata su bozze di atti giuridici.